# 東京大学大学院農学生命科学研究科附属生態調和農学機構
東京大学大学院農学生命科学研究科附属生態調和農学機構（とうきょうだいがくだいがくいんのうがくせいめいかがくけんきゅうかふぞくせいたいちょうわのうがくきこう、英語: Institute for Sustainable Agro-ecosystem Services、略称: ISAS）は、東京大学大学院農学生命科学研究科附属の教育研究組織で、東京都西東京市緑町一丁目1番1号に所在し、田無演習林を含めて30ヘクタール以上の面積に耕地、林地、温室、見本園などの研究教育施設を所有する。2010年4月1日に農場と緑地植物実験所（検見川キャンパス）を統合し、演習林田無試験地の教育研究機能を組み入れて誕生した。

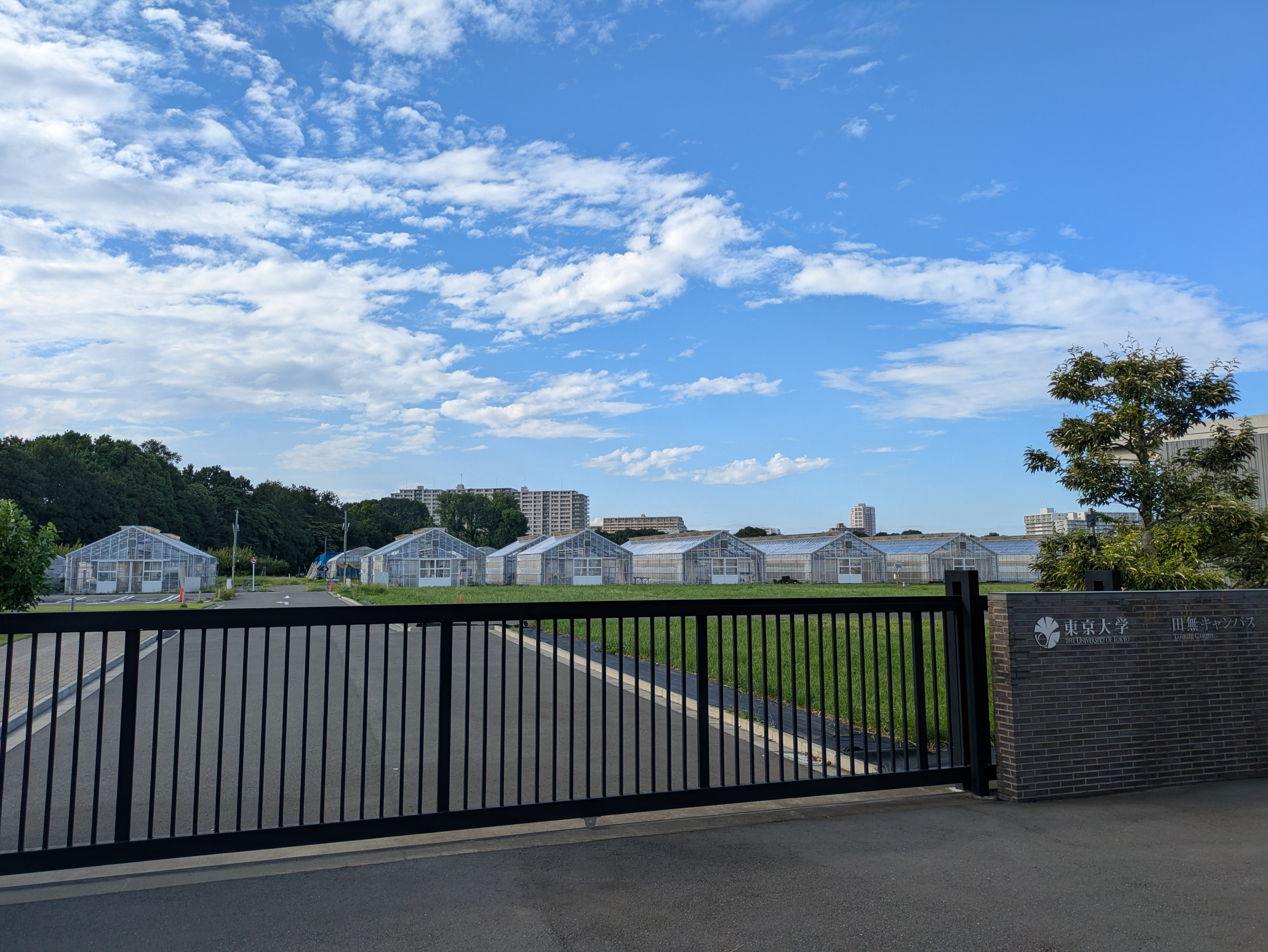
東京大学田無キャンパス

## 概要
当機構の西東京フィールド（仮称）は、田無演習林を含めて30ヘクタール以上の面積に耕地、林地、温室群、見本果樹園、格納庫、調製施設群などが配置されている。西東京フィールドは、農学部の半数以上の専修で学生実習に利用されており、作業安全、作物栽培、生態調査などの方法が実地教育されている。
2019年4月現在、西東京フィールドでは、東京都による都市計画道路の建設と並行して、キャンパスの再整備が進みつつある。2019年から新しい本館となる総合研究実験棟の建設が始まる。
2021年8月2日に西東京フィールドの中を貫く形で東西方向に都市計画道路西東京3・4・9号保谷東村山線（都道4号東京所沢線支線）が開通した。東側で谷戸新道、西側で所沢街道に接続する。

## 活動領域
- 情報・社会研究領域

農林業と社会の関係性を、食品安全、環境保全、景観形成などの観点から究明する。農業環境・情報工学、地域環境工学・計画学などの学問分野に基礎を置く。
- 農林生態系研究領域

生態系サービスを人類が持続的に享受する見地から、農林生態系の評価法や管理手法を究明する。環境農学、森林科学、昆虫科学などの学問分野に基礎を置く。
- 生物・物質循環研究領域

さまざまなスケールの物質循環を対象として、農林業と環境をめぐる生物の機能と物質の挙動を究明する。作物生産科学、園芸科学、ランドスケープ科学などの学問分野に基礎を置く。

## 西東京フィールド 耕地・緑地（旧農場）

### 見学
西東京フィールド耕地・緑地（旧農場）見学コースを公開している。
- 見学時間：火曜日～金曜日（祝日・年末年始・機構指定日を除く）午前9時～午後4時30分
- 10名以上の団体の場合は、事前に許可が必要。

## 田無演習林
本演習林の総面積は9.1haで、武蔵野台地の武蔵野段丘（武蔵野面）上に位置し、海抜高約60m、地形は平坦である。地質は層厚6～8mの火山灰層（関東ローム層）の下に、砂礫層（武蔵野礫層）が続いている。土壌はローム層の上に火山灰層を母材とする黒色土が50～60cmの厚さで分布している。気象条件は年、平均気温14.8度、平均年降水量1,610mm（2001年～2010年、田無演習林観測）である。
武蔵野の森林は古来より人為が加わってきたために林相に原生的な自然要素は少ないものの、本演習林にはアカマツやコナラ、クヌギを主体として、イヌシデ、エゴノキ、ケヤキ、ミズキなどが混在しながら点在している。林内にはヌルデ、マユミ、タラノキ、ガマズミ、ツルウメモドキ、スイカズラなどの低木や蔓性植物が、また林床には草本類等が種類も豊富に保存されており、武蔵野の植物相を現出している。その他、各種の見本林（外国産マツやスギ品種、竹類など）、樹木園（約300種、針葉樹70種、広葉樹230種）、試験林（改良ポプラ、メタセコイア、シラカシなど）、採種・採穂園などを配し、これら総面積の2/3を占める樹林は今や都市林として極めて貴重な存在となっている。
田無演習林は1929年（昭和4年）に東京帝国大学農学部林学科田無苗圃（または多摩苗圃）として林学第二講座（造林学研究室）によって創設された。その淵源は1893年（明治26年）に当時帝国大学農科大学にあった駒場に設置された、林学科附設の苗圃に遡ることができる。1956年（昭和31年）に至って管理運営が林学科から演習林に委嘱され、1963年（昭和38年）には名称を田無試験地と改めて組織機構の拡充などがあり、次いで1982年（昭和57年）には用地の全域が林学科より演習林に移管された。2000年（平成12年）に農学部の大学院重点化に伴って大学院農学生命科学研究科の附属施設となる。
2011年（平成23年）に田無試験地から現在の名称である田無演習林へと改称する。

### 見学
平日に見学が可能。
- 公開時間：月曜日～金曜日（祝日・年末年始・演習林指定日を除く）午前9時～午後4時30分
- 10名以上の団体、または、小学校・幼稚園・保育園・市民グループ等の授業や活動の一環として利用する場合は、団体見学申込が必要。

## 農場博物館
歴史的建造物としての文化財的価値が非常に高い建物である旧乳牛舎を2007年（平成19年）に修復し、農場博物館として同年11月23日（宮中における新嘗祭）に開催された収穫祭においてオープンした。
農学校や農学部などで教材として収集されてきた農機具および教科書などに利用された文化財的価値のある図解や書籍を中心に、「農業」・「食」の原点をテーマとした展示を行っている。

### 利用時間
通常開館日時
- 火曜日・金曜日 10：15～14：45（入館は14：30まで）
- （祝日・生態調和農学機構指定日・夏季（7月下旬から9月末まで）・冬季（12月下旬から2月末まで）は休館）

特別・臨時開館日時
- イベント開催時などに特別・臨時開館を行っている。
- 料金：無料

## 東大ハス見本園

### 公開期間
一般公開
- 6月中旬～7月中旬の火曜日・金曜日8：45～10：45
- 入園料：無料

7月中旬に1度観蓮会が開催される。
- 10名以上の団体の場合は事前に許可が必要。

## 移転統合前の緑地植物実験所
通称検見川植物園。千葉県千葉市花見川区秦町1051に所在した。東京大学農学部が運営。
1954年、造園用および観賞用植物の収集､栽培､繁殖､利用に関する技術の教育と研究を目的として、学生部管轄の園芸実験所発足。1965年、正式に農学部の附属施設となる。その後、環境問題への関心とともに緑地植物やその生育する空間を環境保護へ利用しようという考えが現れ、1975年緑地植物実験所と改称。
敷地面積47,031㎡。木本植物は約400種600品種（うちツバキ、約120品種）、草本植物は約100種350品種（うち花ハス、約250品種）が群生している。大温室、一般温室2棟、実験圃場を有していた。